# Lincoln & Nolan
Lincoln & Nolan war ein Montagewerk für Kraftfahrzeuge und damit Teil der Automobilindustrie in Irland.

## Unternehmensgeschichte
Das Unternehmen wurde im Dezember 1923 in Dublin gegründet. Anfangs waren Andrew Nolan, Richard Archer und George Robinson die Direktoren. Sie hatten ihr Geschäft am Lincoln Place und wählten daher Lincoln als ersten Teil der Firmierung. Den zweiten Teil steuerte Andrew Nolan bei, der im Besitz der Vertriebsrechte für Buick war. Zunächst waren sie als Autohaus tätig. Ab 1927 vertrieben sie auch Fahrzeuge der Austin Motor Company. Im Mai 1936 begann die Montage von Austin-Automobilen. Ab 1938 wurden auch Rover-Fahrzeuge vertrieben.
Während des Zweiten Weltkriegs ruhte die Produktion. 1946 wurde sie fortgesetzt. Ab 1948 wurden auch Fahrzeuge von Rover montiert. Im Januar 1949 starb Nolan. Die beiden anderen Direktoren entschieden sich kurz danach, das Unternehmen zu verkaufen. Im Januar 1950 wurde daraus Lincoln & Nolan (Holdings) Limited unter Leitung von Marquess of Headfort und William Good. 1952 starb Good bei einem Flugzeugunglück. H. Martin Brierley und Douglas Glover ersetzten ihn.
1956 wurden die Produktionsrechte der Heinkel Kabine von den Ernst Heinkel Flugzeugwerken übernommen. Zur Produktion und Vermarktung wurde International Sales gegründet. Herbert Blume, der sehr am Heinkel-Projekt beteiligt war, wurde 1960 Verkaufsmanager. Zusammen mit Brierley waren es erfolgreiche Jahre für das Unternehmen. Es hielt 20 % Marktanteil in Irland. Etwa 1958 wurden Montage und Vertrieb von Rover an Standard-Triumph (Eire) abgegeben. 1966 kam es zur Fusion mit G. A. Brittain zur B. L. N. Motor Company. Die neue Gesellschaft setzte die Montage fort.

## Fahrzeuge
Gesichert überliefert sind Austin 8, Austin A 30 und Rover 75. Außerdem entstand der Mini als Austin.

## Produktionszahlen
Nachstehend die Zulassungszahlen von Austin- und Rover-Fahrzeugen in Irland aus den Jahren, in denen Lincoln & Nolan sie montierte.
| Jahr      | Austin        | Rover         | Summe         |
| --------- | ------------- | ------------- | ------------- |
| 1936      | 217           |               | 217           |
| 1937      | 811           |               | 811           |
| 1938      | 795           |               | 795           |
| 1939      | nicht bekannt |               | nicht bekannt |
| 1946–1947 | nicht bekannt |               | nicht bekannt |
| 1948–1953 | nicht bekannt | nicht bekannt | nicht bekannt |
| 1954      | 2.821         | 105           | 2.926         |
| 1955      | 2.701         | 89            | 2.790         |
| 1956      | 1.904         | 66            | 1.970         |
| 1957      | 1.388         | 28            | 1.416         |
| 1958      | 2.530         | 27            | 2.557         |
| 1959      | 3.819         |               | 3.819         |
| 1960      | 4.073         |               | 4.073         |
| 1961      | 4.148         |               | 4.148         |
| 1962      | 5.408         |               | 5.408         |
| 1963      | nicht bekannt |               | nicht bekannt |
| 1964      | 8.050         |               | 8.050         |
| 1965      | 8.137         |               | 8.137         |
| 1966      | 6.846         |               | 6.846         |
| 1967      | nicht bekannt |               | nicht bekannt |
| 1968      | nicht bekannt |               | nicht bekannt |
| Summe     | 53.648        | 315           | 53.963        |